# El Guijo
El Guijo és un municipi de la província de Còrdova a la comunitat autònoma d'Andalusia, a la comarca de Valle de los Pedroches.
Es va fundar en el segle xiii, i el 1293 es va integrar en el Senyoriu de Santa Eufemia.

## Demografia
| 1996 | 1998 | 1999 | 2000 | 2001 | 2002 | 2003 | 2004 | 2005 | 2006 |
| ---- | ---- | ---- | ---- | ---- | ---- | ---- | ---- | ---- | ---- |
| 416  | 413  | 412  | 394  | 389  | 406  | 405  | 392  | 395  | 404  |